# Ghilarza
Ghilarza (sardinski: Ilàrtzi) je grad i općina (comune) u pokrajini Oristanu u regiji Sardiniji, Italija. Nalazi se na nadmorskoj visini od 290 metara i ima 4 481 stanovnika.
 Prostire se na 55,46 km². Gustoća naseljenosti je 81 st/km².
Susjedne općine su: Abbasanta, Aidomaggiore, Ardauli, Bidonì, Boroneddu, Busachi, Fordongianus, Norbello, Paulilatino, Sedilo, Soddì, Sorradile, Tadasuni i Ula Tirso.